# Richard Bennett (acteur)
Richard Bennett (Deer Creek Township, 21 mei 1870 - Los Angeles, 22 oktober 1944) was een Amerikaanse acteur die in de eerste decennia van de 20e eeuw in het theater en in stomme films acteerde.

## Biografie
Bennett werd geboren als Clarence Charles William Henry Richard Bennett in Deer Creek Township (Cass County, Indiana) op 21 mei 1870 als eerstgeborene van George Washington Bennett en Eliza Leonora Bennett. Hij was een tijdlang matroos op een stoomboot, professioneel bokser, medicijnman, troubadour en nachtportier in een hotel in Chicago.
De acteercarrière van Bennett startte op 10 mei 1891 in Chicago, in het toneelstuk The Limited Mail. Hij trok naar New York, waar hij zijn debuut op Broadway maakte in His Excellency the Governor (1899). In zijn derde Broadway-productie speelde hij de rol van eerwaarde Anselm in A Royal Family (1901–1902).
Bennett trouwde in 1901 met Grena Heller in San Francisco. Ze gingen al snel uit elkaar en scheidden in 1903. Onder haar getrouwde naam speelde ze in een paar toneelstukken op Broadway en ze had een succesvolle carrière als muziekcriticus voor Hearst's New York American.

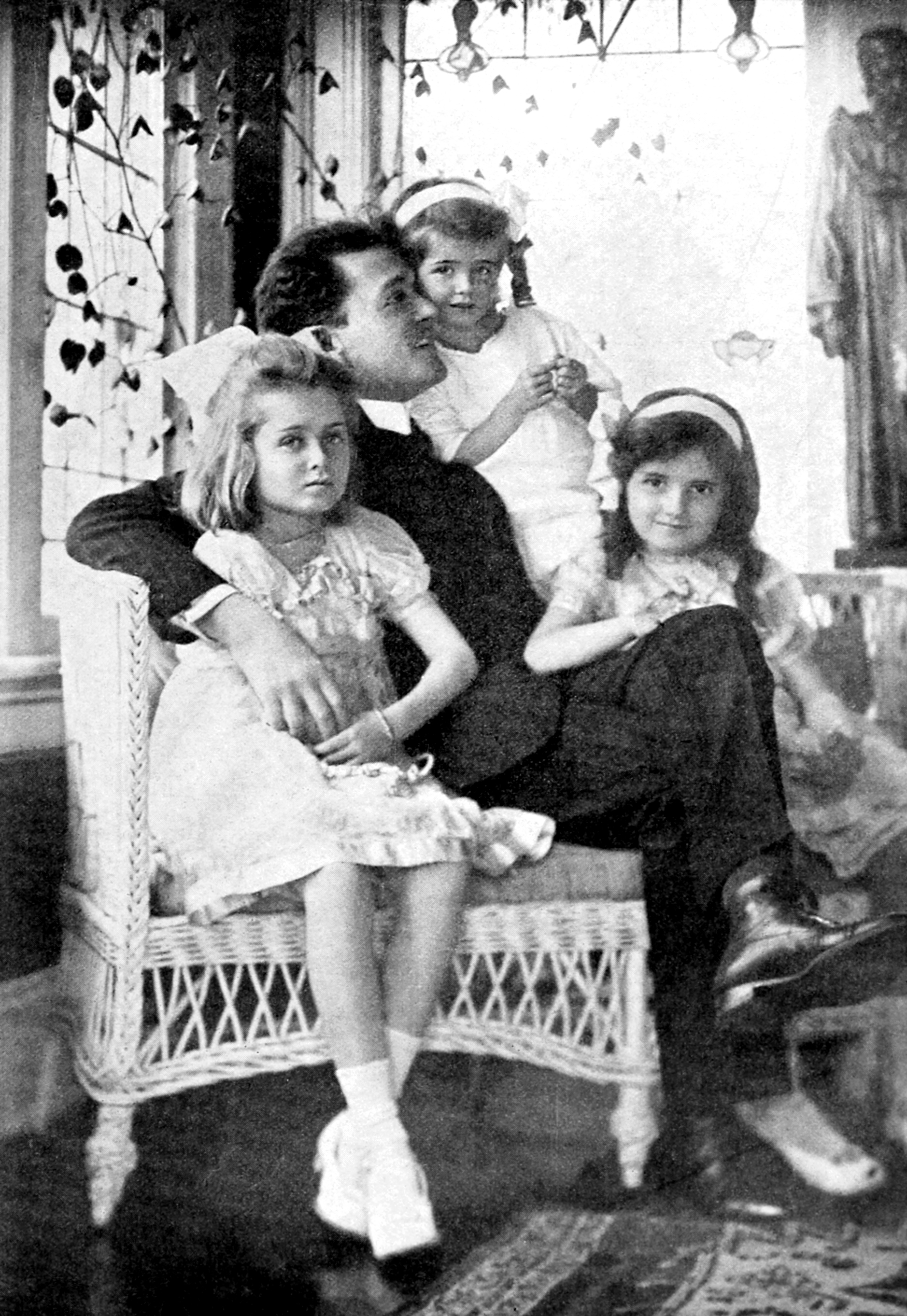
Bennett met zijn dochters in 1918 (v.l.n.r. Constance, Joan en Barbara)

Op 8 november 1903 trouwden Bennett en actrice Adrienne Morrison in Jersey City. Ze kregen drie dochters, allemaal bekende actrices: Constance Bennett, Barbara Bennett en Joan Bennett.
In 1905 kreeg Bennett bekendheid als Hector Malone, Jr., de hoofdrolspeler in Shaw's Man and Superman. Dat werd gevolgd door zijn succesvolle verschijning als Jefferson Ryder in Charles Klein's toneelstuk The Lion and the Mouse (1905).
In 1908 speelde hij de rol van John Shand tegenover Maude Adams in J.M. Barrie's What Every Woman Knows. Tijdens de uitvoering van het stuk ontstonden er vaak ruzies tussen beide sterren.

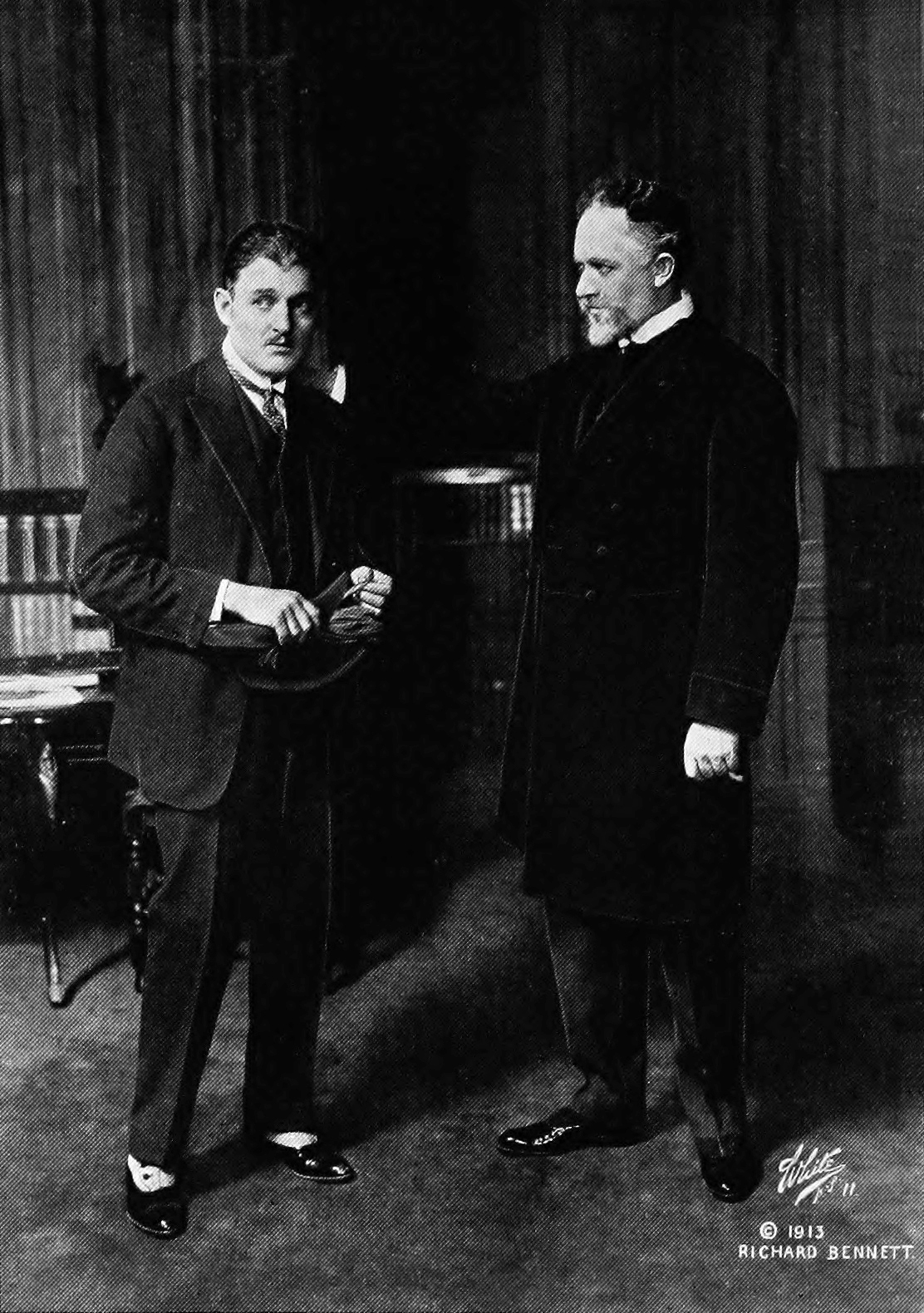
Richard Bennett en Wilton Lackaye in de Broadway-productie van Damaged Goods (1913)

In 1913 kende Bennett succes met de rol van Georges Dupont in het toneeldrama Damaged Goods (Les Avariés) dat hij ook coproduceerde. Hij verwierf een reputatie voor zijn bevlogen toespraken aan het einde van een optreden, door voor het gordijn te stappen en de politie en rechtbanken te berispen voor "bekrompenheid". Volgens vrienden en critici waren deze toespraken minstens even goed als zijn toneelvertolkingen.
Bennett hernam zijn toneelrol voor zijn speelfilmdebuut in de stomme film Damaged Goods uit 1914, waarin ook zijn vrouw, Adrienne Morrison, speelde. Hij hielp bij het aanpassen van het scenario en regisseerde het drama. In het drama The Valley of Decision (1916) waarvan hij zelf het scenario schreef, acteerde Bennett samen met zijn vrouw Adrienne en zijn drie dochters.

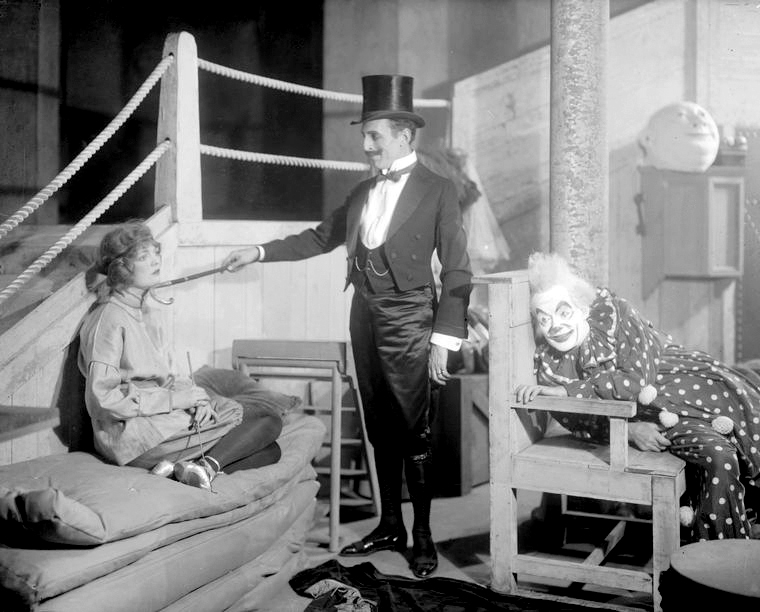
Margalo Gillmore, Frank Reicher en Richard Bennett in de Broadway-productie van He Who Gets Slapped (1922)

In 1922 speelde Bennett op Broadway de titelrol in de Engelstalige versie van het melodrama He Who Gets Slapped van Leonid Andreyev. Het succes van het toneelstuk leidde tot een verfilming door Metro-Goldwyn-Mayer, met Lon Chaney in de rol van Bennett.
Bennett en Morrison verschenen samen in het toneelstuk The Dancers uit 1923. Ze scheidden in april 1925.
In 1925 leerde hij Aimee Raisch kennen in San Francisco, tijdens de productie van Creoles, waarin ze een kleine rol speelde. Ze was een jonge socialite en aspirant-actrice die scheidde van haar echtgenoot, miljonair en polospeler Harry G. Hastings. Bennett en Raisch trouwden op 11 juli 1927 in Chicago. In april 1934 gingen ze uit elkaar en een scheiding volgde in 1937.
Zijn dochter Joan maakte haar toneeldebuut met Bennett in Jarnegan (1928). Dit toneelstuk, waarin hij Jack Jarnegan speelde, leverde hem een van zijn favoriete rollen op: die van een agressieve, dronken filmregisseur die zich schuldig maakte aan zure en profane opmerkingen over Hollywood.

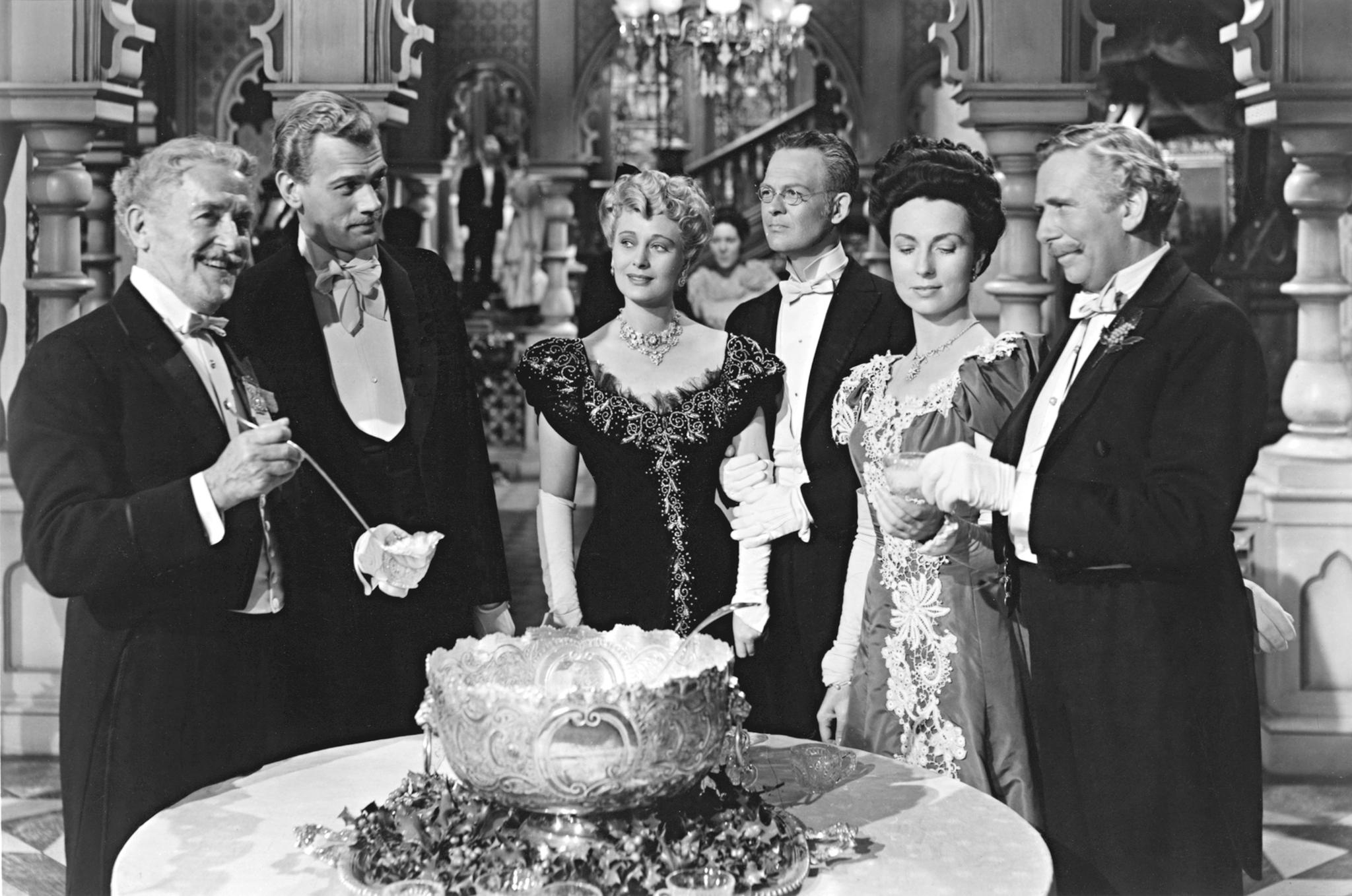
The Magnificent Ambersons (1942) met Richard Bennett uiterst links

Met de komst van de geluidsfilm kwam Bennett, ondertussen van middelbare leeftijd, aan de bak als karakteracteur. In 1931 verscheen hij met zijn dochter Constance Bennett in Bought. Hij speelde de stervende miljonair John Glidden in de mozaïekfilm If I Had a Million (1932) waarin ook W.C. Fields speelde en waarin hij miljoenencheques uitdeelde aan personages gespeeld door Gary Cooper, George Raft en Charles Laughton. Bennett is waarschijnlijk het meest bekend om zijn rol als majoor Amberson in Orson Welles' tweede speelfilm, The Magnificent Ambersons (1942). Welles' volgende productie, Journey into Fear (1943), was Bennetts laatste film.
Bennett stierf op 22 oktober 1944 in Los Angeles aan een hartaanval op 74-jarige leeftijd.

## Theaterwerk (selectie)
- The Limited Mail (1891) - Tombstone Jake
- A Round of Pleasure (1897) - Harry Spaulding
- The Proper Caper (1897) - Achille
- The White Heather (1897) - Dick Beach
- Her Atonement (1899) - Charles Le Roy
- At the White Horse Tavern (1899) - Frederick Siedler
- His Excellency the Governor (1899) - Captain Rivers
- Twelve Months Later (1900) - Frederick Siedler
- A Royal Family (1901–1902) - Father Anselm
- Sweet and Twenty (1901–1902) - Villain
- His Excellency the Governor (1902) - Captain Rivers
- Imprudence (1902–1903) - Jimmy Greaves
- The Best of Friends (1903) - The Boer Boy
- The Other Girl (1903–1904) - Mr. Taylor
- Man and Superman (1905) - Hector Malone, Jr.
- The Lion and the Mouse (1905) - Jefferson Ryder
- The Hypocrites (1906–1907) - Lennard Wilmore
- Twenty Days in the Shade (1908) - Henri, Comte de Merville
- Diana of Dobson's (1908) - Victor Bretherton
- What Every Woman Knows (1909) - John Shand
- The Brass Bottle (1910) - Horace Ventimore
- The Deep Purple (1911) - William Lake
- Passers-by (1911)
- Stop Thief (1912–1913) - Jack Doogan
- Damaged Goods (1913) - Georges Dupont
- Maternity (1915)
- Rio Grande (1916)
- The Morris Dance (1917)
- Bosum Friends (1917)
- The Very Idea (1917) - Alan Camp
- The Unknown Purple (1918–1919)
- A Good Bad Woman (1919)
- For the Defense (1910) - Christopher Armstrong
- Beyond the Horizon (1920) - Robert Mayo
- The Hero (1921) - Andrew Lane
- He Who Gets Slapped (1922) - He
- The Dancers (1923–1924) - Tony
- They Knew What They Wanted (1924–1925) - Tony
- Oh, Please (1926–1927) - Sammy Sands
- Jarnegan (1928–1929) - Jack Jarnegan
- Solid South (1930) - Major Bruce Follonsby
- Winterset (1935–1936) - Judge Gaunt

## Filmografie (selectie)

### Stomme films
- Damaged Goods (1914) - George Dupont
- And the Law Says (1916) - Lawrence Kirby
- Philip Holden — Waster (1916) - Philip Holden
- The Sable Blessing (1916) - George Slocum
- The Valley of Decision (1916) - Young Manhood/Arnold Gray
- The Gilded Youth (1917) - John Slocum
- The End of the Road (1919) - Doctor
- The Eternal City (1924) - Bruno
- Youth for Sale (1924) - Montgomery Breck
- Lying Wives (1925) - Ted Stanhope

### Geluidsfilms
- The Home Towners (1928) - Vic Arnold
- Five and Ten (1931) - John Rarick
- Bought (1931) - David Meyer
- Arrowsmith (1931) - Gustav Sondelius
- This Reckless Age (1932) - Donald Ingals
- No Greater Love (1932) - Surgeon
- Madame Racketeer (1932) - Elmer Hicks
- Strange Justice (1932) - Kearney
- If I Had A Million (1932) - John Glidden
- Big Executive (1933) - Commodore Richardson
- Nana (1934) - Gaston Greiner
- This Woman is Mine (1935) - Korn
- The Magnificent Ambersons (1942) - Major Amberson
- Journey into Fear (1943) - Ship's Captain